# Kenta Yoshikawa
Kenta Yoshikawa (født 16. maj 1986) er en japansk tidligere professionel fodboldspiller.
Han har spillet for flere forskellige klubber i sin karriere, herunder Ehime FC og Kataller Toyama.